# Jack Southworth
John „Jack“ Southworth (* 11. Dezember 1866 in Blackburn; † 16. Oktober 1956) war ein englischer Fußballspieler. In den frühen Jahren des Profifußballs kam er zunächst für die Blackburn Rovers zum Einsatz und wurde dort zum zweifachen Pokalsieger, bevor er später für den FC Everton agierte. Dabei war der Mittelstürmer in den Spielzeiten 1890/91 und 1893/94 Torschützenkönig in der Football League. Zwischen 1889 und 1892 absolvierte er zudem drei Länderspiele für die englische Nationalmannschaft.

## Sportliche Laufbahn

### Karriereanfang
Im Alter von zwölf Jahren begann Southworth das Fußballspielen bei einem Jugendverein mit dem Namen „Inkerman Rangers“. Später sollte er für „Brookhouse Perseverance“ spielen, das dem FA-Cup-Sieger von 1883, Blackburn Olympic als Nachwuchsabteilung diente. In den Jahren 1883 und 1884 stieg Southworth in die Reservemannschaft von Olympic auf und machte sich bei den Verantwortlichen rasch als Mannschaftskapitän einen Namen. Als der Lokalrivale Blackburn Rovers Southworth einen Wechsel offerierte, verzichtete dieser noch.
Während eines Gastspiels für den FC Accrington verletzte sich Southworth derart schwer am Knie, dass die Fortführung seiner Laufbahn in Frage stand. Auf die geringere Beweglichkeit reagierte er und stellte sich fortan ins Tor, wo er es sogar zum ersten Torhüter bei Blackburn Olympic bringen sollte. Nach einem Sieg gegen die Rovers und dem Gewinn des Lancashire Senior Cups im Jahr 1885 zog er sich eine weitere ernste Verletzung zu. Bei einem Gastauftritt für den FC Vale of Lune kam dabei auch sein anderes Knie zu Schaden. Trotz dieser körperlichen Probleme unterschrieb er einen Profivertrag beim FC Chester und schoss dabei 1886 gegen den Lokalrivalen Wrexham Olympic das erste Tor in der Geschichte seines neuen Vereins. Als begabter Musiker nahm er zudem in einem Theater in Chester eine Beschäftigung an.
Er kehrte schließlich zu Blackburn Olympic zurück und meldete sich auf seiner alten Mittelstürmerposition einsatzbereit. Die Verletzungen hatte er schließlich überwunden und nach einer erfolgreichen Saison 1887/88 schloss er sich – gemeinsam mit seinem etwas weniger talentierten Bruder James – den Blackburn Rovers an.

### Blackburn Rovers
Als in der Spielzeit 1888/89 die erste Saison in der Geschichte der Football League im September 1888 begann, war es Jack Southworth, der am ersten Spieltag gegen den FC Accrington nach einer Flanke von Harry Fecitt das erste Rovers-Tor in der Geschichte der neuen Profiliga schoss. In der Partie, die torreich mit einem 5:5-Remis endete, waren auf Seiten der Rovers noch James Beresford, William Townley (zweifach) und Harry Fecitt die weiteren Torschützen. Gleich drei Treffer ließ Southworth im November beim FC Burnley folgen und als seine Mannschaft im FA-Cup-Viertelfinale den späteren Vizemeister Aston Villa mit 8:1 regelrecht demontierte, trat er erneut als vierfacher Torschütze in Erscheinung. Im Halbfinale scheiterte er mit den Rovers an den Wolverhampton Wanderers und die Meisterschaftsrunde schloss er auf dem vierten Rang ab. Verpasst hatte er dabei lediglich eines von 22 Meisterschaftsspielen und mit 17 Ligatoren avancierte er zum Toptorschützen seines Vereins (vier weitere Treffer gelangen ihm im Pokal).
Durch seine beständig guten Leistungen wurde Southworth als „Dribbelprinz“ („Prince of Dribblers“) gewürdigt und ein Zeitgenosse schrieb später über seine Spielweise: „Mit seinen Ausweichmanövern, seinem gediegenen Passspiel, seiner Schnelligkeit und seiner Schussgenauigkeit eroberte er die Herzen der Zuschauer im Leamington Ground. Ihm war seine Schnelligkeit angeboren, er spielte uneigennützig, er war gut im Abwehrverhalten und er besaß eine exzellente Urteilskraft.“ In den frühen Jahren der Football League war er nach Meinung vieler Experten somit der renommierteste Torjäger, der zudem am 23. Februar 1889 gegen Wales zu seinem ersten Länderspiel für England kam. Nach einem 4:1-Sieg in dieser Partie kam er noch zu zwei weiteren Auswahlspielen in den Jahren 1891 (erneut gegen Wales) und 1892 (gegen Schottland). In allen drei Länderspielen gelang ihm jeweils ein Tor.
Auch in der Folgesaison 1889/90 zeigte sich Southworth treffsicher. Beim 9:1-Heimsieg gegen Notts County schoss er ebenso drei Tore wie sein Nebenmann Nat Walton und beim 5:1-Erfolg gegen West Bromwich Albion traf er gleich vier Mal. Das zuletzt genannte Kunststück wiederholte er im Januar 1890 beim 8:0-Sieg gegen den FC Stoke. Am Ende belegte er mit den Rovers den dritten Rang und Southworth war mit 22 Ligatreffern erneut der erfolgreichste Torschütze seines Vereins. Einen großen Erfolg verzeichnete er zudem im FA Cup. Nachdem er im Halbfinale gegen die „Wolves“ den einzigen Treffer zum 1:0 geschossen hatte, besiegte Southworth mit seinem Team im Endspiel mit einem 6:1 den amtierenden Meister der Parallelliga Football Alliance The Wednesday aus Sheffield deutlich. Dabei war Blackburn aufgrund seiner Platzierung in der Football League und als dreifacher Pokalsieger in den letzten sechs Jahren als klarer Favorit in die Partie im Kennington Oval gegangen, zumal in der Anfangsformation  der Rovers neun englische oder schottische Nationalspieler standen. Außer dem dreifachen Torschützen William Townley reihte sich neben Nat Walton und Joe Lofthouse auch Jack Southworth wieder in die Trefferstatistik ein. Beobachter sollten das Spiel später als eine der bis dato „feinsten Darbietungen in einem FA-Cup-Endspiel“ rühmen mit Spielern wie „(…) Walton, Townley, Lofthouse und Southworth, die sich auf dem Höhepunkt ihrer Leistungskraft befanden.“
Mit einer spektakulären 5:8-Niederlage bei Derby County eröffneten die Rovers die Saison 1890/91 und trotz der Niederlage gelangen Southworth genauso drei Tore, wie auch im Dezember beim 5:1-Sieg gegen Aston Villa. Im ersten Spiel des neuen Jahres nahm der erneut dreifache Torschütze erfolgreich Revanche an Derby County, als neben Southworth noch Townley und Coombe Hall sogar vierfach ins gegnerische Gehäuse zum 8:0-Heimsieg trafen. Nach einem weiteren „Dreierpack“ gegen den FC Chester in einem FA-Cup-Spiel kam Southworth letztlich beim 4:0 gegen den FC Accrington bereits zum fünften Mal in einer Saison zu drei Toren innerhalb eines Spiels. Am Ende war Southworth mit 26 Ligatreffern Torschützenkönig der Football League, wobei die Leistung umso höher einzuschätzen war, da er aufgrund von Verletzungen in einigen Spielen hatte pausieren müssen. Wie im Vorjahr erreichten die Rovers auch 1891 das FA-Cup-Endspiel im Kennington Oval, in dem der Titelverteidiger den Gegner Notts County von Beginn an unter Druck setzte und bereits nach acht Minuten durch Geordie Dewar in Führung ging. Southworth und Townley erhöhten noch vor dem Pausenpfiff und der Treffer von Jimmy Oswald zum 3:1-Endstand verhinderte nicht, dass Southworth seinen zweiten Pokaltriumph feiern konnte.
Obwohl Southworth auch in der Spielzeit 1891/92 mit 22 der letztlich 58 Rovers-Tore in der Meisterschaft eine gute Form bewies – darunter wieder drei Treffer gegen die Bolton Wanderers – hatte sein Verein mit schwächer werdenden Leistungen zu kämpfen und belegte am Ende von insgesamt 14 Mannschaften nur den neunten Platz. Auch Southworths vier Tore in der FA-Cup-Erstrundenpartie gegen Derby County verhinderten nicht das Aus in der nächsten Runde gegen den späteren Titelträger West Bromwich Albion. Bis zu diesem Zeitpunkt hatte Southworth in den vier vergangenen Jahren 87 Tore in 85 Meisterschaftsspielen erzielt. Der Negativtrend setzte sich in Saison 1891/92 fort und griff nun auch auf den Torjäger über. Southworth gelangen in 23 Ligaeinsätzen verhältnismäßig wenige zehn Treffer und bis zum Ende der Spielzeit, die die Rovers auf dem neunten Platz beendeten, wurden in Blackburn ernsthafte finanzielle Probleme aufgrund der neuen Spielstätte im Ewood Park offenkundig. Die erwarteten Mehreinnahmen blieben aus und so sah sich die Vereinsführung dazu gezwungen, Southworth für 400 Pfund zum FC Everton gehen zu lassen.
Am Ende verließ Jack Southworth die Blackburn Rovers nach 97 Toren in 108 Meisterschaftsspielen. Dazu kamen noch 22 Treffer in 21 Pokalpartien. Mit seinen fünf Dreifacherfolgen (im englischen Fußball wird dies bereits ungeachtet der Torfolge als „Hattrick“ bezeichnet) innerhalb einer Gesamtsaison 1890/91 hält er bis heute genauso den vereinsinternen Rekord wie für die Summe aller Spiele mit je drei Treffern (13).

### FC Everton
In Everton blieb Jack Southworth nur geringfügig länger als eine Spielzeit. Dabei hinterließ er jedoch von Beginn an einen bleibenden Eindruck bei den Liverpooler Anhängern, schoss in nur 22 Ligabegegnungen 27 Tore und eroberte damit in der Saison 1893/94 zum zweiten Male die Torjägerkrone in der Football League. Besonders bemerkenswert waren seine sechs Tore beim 7:1-Sieg gegen West Bromwich Albion am 30. Dezember 1893, womit er erneut einen vereinsinternen Rekord „für die Ewigkeit“ aufstellte, der noch heute Bestand hat. Dessen ungeachtet belegte der FC Everton am Ende nur einen enttäuschenden sechsten Tabellenplatz.
In der anschließenden Spielzeit 1894/95 hatte Southworth gerade einmal neun Spiele absolviert und wieder neun Tore geschossen, als ihn eine schwere Beinverletzung zu einem abrupten Ende seiner Fußballerkarriere zwang. Während seiner Wirkungszeit in Everton hatte Southworth in 31 Spielen 36 Treffer erzielt. Sein letztes Erstligator erzielte er am 20. Oktober 1894 bei der 3:4-Auswärtsniederlage gegen die Blackburn Rovers. Das letzte Erstligaspiel bestritt er eine Woche später am 27. Oktober 1894 beim 2:2-Unentschieden gegen den AFC Sunderland.

## Nach dem Fußball
Da sich Southworths Talente nicht nur auf den Fußball beschränkten, fasste er schnell nach seinem Aus als Fußballspieler in der Musikbranche Fuß. In seiner „zweiten Laufbahn“ engagierte er sich als professioneller Geiger und spielte dabei im Hallé-Orchester in Manchester.

## Erfolge
- FA-Cup-Sieger: 1890, 1891
- Torschützenkönig in der Football League: 1891, 1894